# Elektrownia szczytowo-pompowa Dlouhé Stráně
Elektrownia szczytowo-pompowa Dlouhé Stráně (cz. Přečerpávací vodní elektrárna Dlouhé Stráně) – największa czeska elektrownia szczytowo-pompowa położona w paśmie górskim Wysokiego Jesionika (cz. Hrubý Jeseník), w Sudetach Wschodnich, na Morawach, w obrębie gminy Loučná nad Desnou o mocy elektrycznej 650 MW.
Okolice elektrowni, jak i sam obiekt, należą do szczególnie interesujących miejsc w Wysokim Jesioniku, dostępnych dla zwiedzających. To najbardziej rozległa elektrownia wodna w Czechach, z niektórymi jej elementami położonymi pod ziemią, w masywie góry Dlouhé stráně. Budowa jej trwała w latach 1978–1996. Ponadto dolny i górny zbiornik umiejętnie wkomponowano w górski krajobraz, mając na uwadze jego ochronę. Jest posiadaczką trzech rekordów: ma największą pompoturbinę w Europie (325 MW), największy spad wody w Czechach (510,7 m) oraz największą łączną moc elektryczną w Czechach (2 × 325 MW) dla elektrowni tego typu. Obiekt zwyciężył w ankiecie czeskiego portalu informacyjnego iDNES.cz i został zaliczony do tzw. architektonicznych „siedmiu cudów Republiki Czeskiej”

## Historia
W latach 70. XX wieku rząd Czechosłowacji podjął decyzję o budowie na obszarze Jesioników (czes. Jeseníky) górskiej elektrowni wodnej typu szczytowo-pompowego, korzystając z naturalnego ukształtowania terenu: gór i cieków wodnych, zapewniających minimalizację kosztów jej budowy. Wybrano masyw góry Dlouhé stráně i płynącą blisko niej rzekę Divoká Desná, która ma swoje źródło na stoku góry Vysoká hole, blisko szczytu Kamzičníka. Projekt zakładał budowę następujących elementów: zbiornika górnego na zaadaptowanym szczycie góry Dlouhé stráně, zbiornika dolnego z zaporą na rzece Divoká Desná, podziemnej, usytuowanej w skale sterowni z hydrozespołami turbogeneratorów, działających przy upuście wody z górnego do dolnego zbiornika oraz zaplecza technicznego.
Generalnym projektantem była firma Aquatis, która wykonała ogólny projekt. Głównym wykonawcą firma Ingstav z Opawy, a inwestorem Energotis. Do pierwszych prac w terenie przystąpiono w 1978, wykonując skalne tunele przez firmę Subterra. Samej budowie oraz miejscu jej lokalizacji towarzyszyły liczne protesty m.in. grupy ekologów przeciwnych lokalizacji elektrowni na Obszarze Chronionego Krajobrazu Jesioniki (cz. Chráněná krajinná oblast (CHKO) Jeseníky). Dwa lata od rozpoczęcia budowy rząd zdecydował o wycofaniu z projektu towarzyszących elektrowni budynków zewnętrznych, wstrzymując tym samym jej realizację, pozostawiając pod znakiem zapytania jej dokończenie. Następnie w 1985 podjęto decyzję o modernizacji projektu elektrowni. Zamiast czterech sztolni i hydrozespołów, zdecydowano o budowie dwóch, lecz o większej mocy. Ostateczną decyzję o dokończeniu budowy podjęto dopiero w 1989. W 1993 podczas napełniania górnego zbiornika stwierdzono nieszczelności (przecieki), które wkrótce usunięto, a w 2007 przeprowadzono remont warstwy uszczelniającej asfaltu zbiornika górnego przez szwajcarską firmę Walo Bertschinger.
Łączny koszt budowy całej elektrowni oszczacowano na około 6,5 mld Kč, które zwróciły się z zysku działalności po około 7 latach eksploatacji. Przez pierwsze 10 lat działalności wytwórczej elektrownia dostarczyła sieci energetycznej 2673 GWh energii.

## Charakterystyka
Elektrownia szczytowo-pompowa Dlouhé Stráně jest jedną z większych tego typu w Europie, biorąc pod uwagę jej moc. Jest zaliczana do tzw. siedmiu cudów Republiki Czeskiej i jednym z częściej odwiedzanych przez turystów miejsc w Wysokim Jesioniku. Położona jest w malowniczej okolicy górskiej na wydzielonym obszarze objętym ochroną o nazwie Obszar Chronionego Krajobrazu Jesioniki, dobrze zaadaptowana i wkomponowana w środowisko naturalne.
Jest elektrownią wodną, w której energia elektryczna jest produkowana przez wpompowanie wody ze zbiornika dolnego do górnego w okresie nadwyżki produkcji jej nad zapotrzebowanie, np. w nocy, a następnie w godzinach szczytu poprzez odwrócenie tego procesu, tzn. upust wody powodujący napęd jej strumieniem specjalnych wirników turbogeneratorów, wytwarzających następnie energię elektryczną. Jest elektrownią pomocniczą mającą na celu zapewnienie stabilności działania systemu zaopatrzenia w energię elektryczną Republiki Czeskiej. Zalicza się również do elektrowni o odnawialnych źródłach energii. Głównym operatorem jest Przedsiębiorstwo energetyczne ČEZ, a.s.
Elektrownia jest w stanie wyprodukować rocznie około 997,8 GWh energii elektrycznej. Składa się z czterech zasadniczych części: zbiorników górnego i dolnego, sztolni upadowych oraz komór sterowni z zapleczem technicznym.

## Elementy elektrowni

### Zbiornik górny

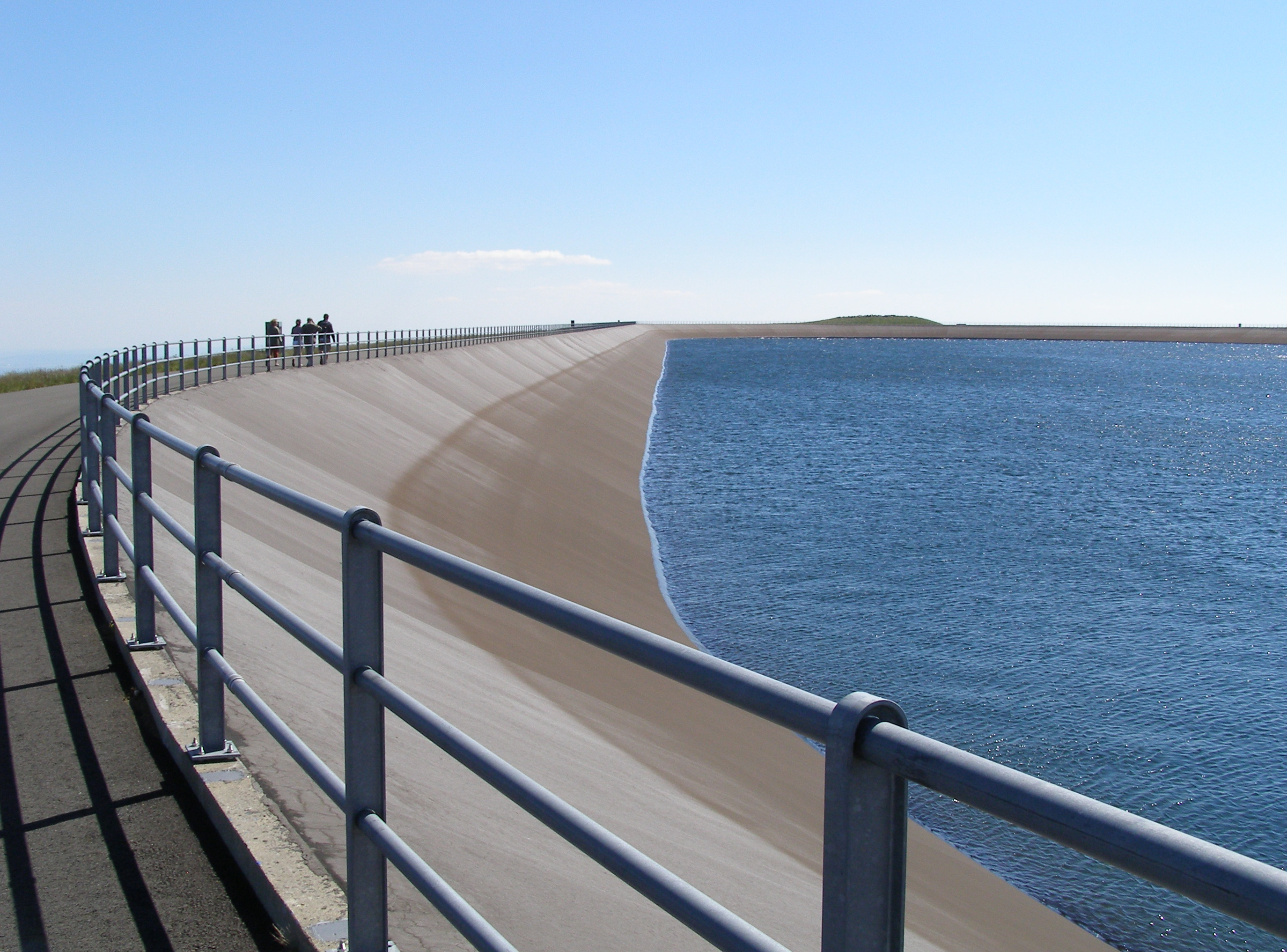
Widok na część górnego zbiornika elektrowni Dlouhé Stráně (2012 rok)

Zbiornik górny ma w rzucie poziomym kształt nieregularnego owalu o długości około 710 m i szerokości około 240 m. Głębokość zbiornika to około 26 m, a usytuowany jest on na górze Dlouhé stráně przebudowanej i zaadaptowanej specjalnie na to zamierzenie. Wzdłuż korony zbiornika umieszczono zabezpieczające poręcze. W rzucie pionowym, w przekroju zbiornik ma kształt trapezu.
Całkowita maksymalna objętość zbiornika to 2 720 000 m³, a robocza 2 580 000 m³. Zbiornik zajmuje powierzchnię 15,4 ha. Nawierzchnia zbiornika zbudowana jest z kamiennego podkładu, na którym jest położony wodoszczelny, porowaty beton asfaltowy o grubości około 10 cm i dodatkowo położona 8 cm gęsta warstwa betonu asfaltowego, uszczelniającego. Naturalny asfalt o parametrach technicznych w zakresie temperatur od -30 °C do +60 °C, gwarantujących jego wytrzymałość był dostarczony z Albanii, a położony przez firmę Slovasfalt z Bratysławy. Ostatnią warstwą jest około 3 mm asfaltowy zacier tzw. mastyks. Korona zbiornika położona jest na wysokości 1350 m n.p.m..

### Zbiornik dolny

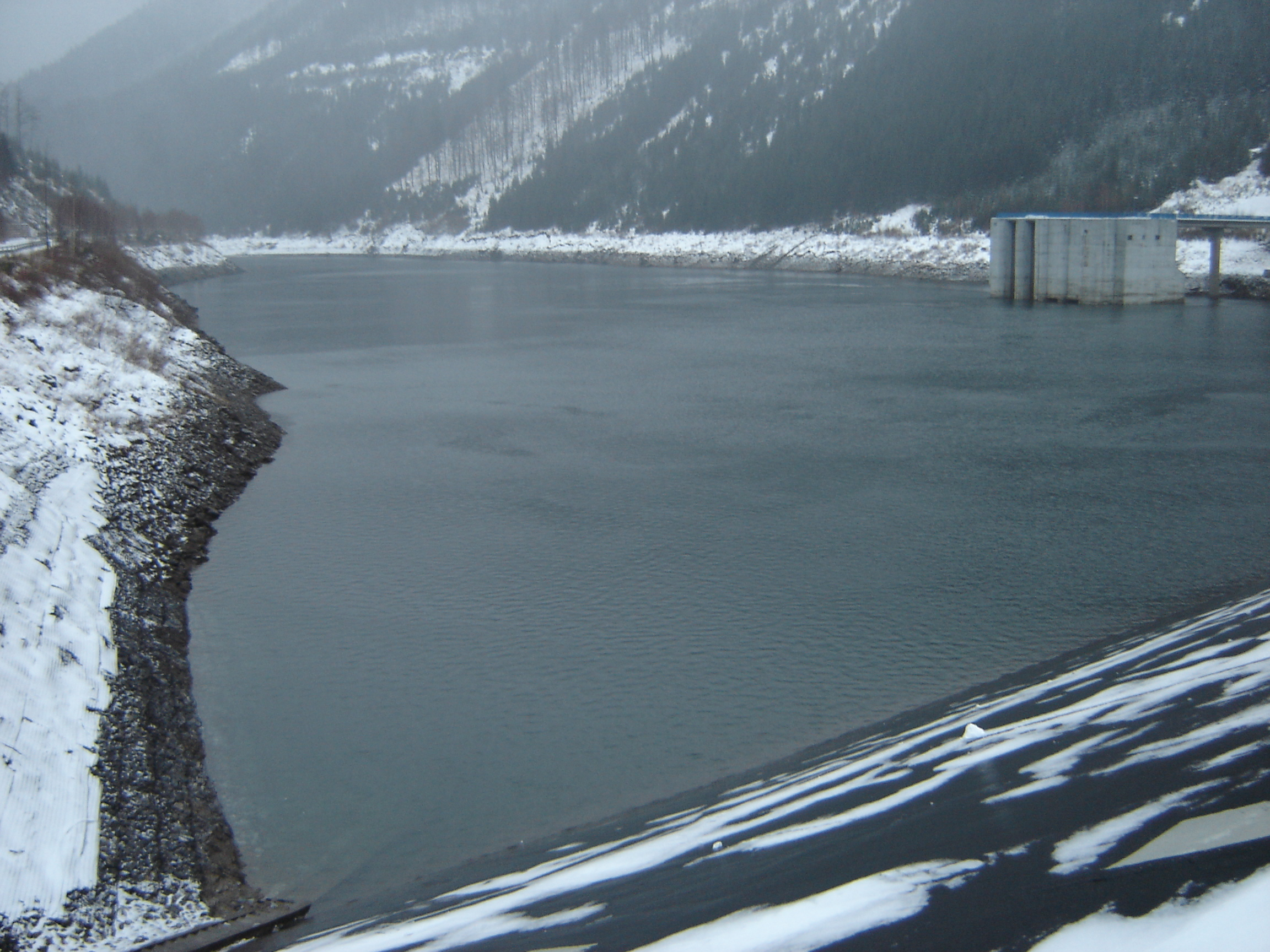
Widok na dolny zbiornik wodny elektrowni (2006 rok)

Dolny zbiornik zaadaptowany jest w dolinie płynącej rzeki Divoká Desná i ma w rzucie poziomym kształt zbliżony do trapezu o długości około 800 m, maksymalnej szerokości około 220 m i głębokości 56 m, przy możliwych wahaniach poziomu lustra wody o około 22 m. Jest zlokalizowany o około 1,5 km na północny wschód od zbiornika górnego. Poziom wody regulowany jest specjalnie zbudowaną zaporą. Do zbiornika tego poza ciekiem naturalnym rzeki Divoká Desná z dopływającymi potokami dostarczana jest woda z podziemnego rurociągu łączącego oba zbiorniki, przepływająca przez turbiny.
Całkowita maksymalna objętość zbiornika to 3 405 000 m³, a robocza 2 580 000 m³. Zbiornik zajmuje areał około 16,13 ha. Średnia roczna prędkość dopływającego strumienia wody do zbiornika to 0,46 m³/s. Warstwy najniższe zbiornika zbudowane są ze żwiru frakcji 40, a następnie warstwy kamieni. Ściany zbiornika pokrywa dwuwarstwowy, wodoszczelny beton asfaltowy. Korona zbiornika położona jest na wysokości 824,7 m n.p.m.

### Sztolnie upadowe
W elektrowni znajdują się dwie sztolnie upadowe łączące oba zbiorniki. Od górnego zbiornika do zespołu hydrozespołów o długościach: 1547 m i 1499 m oraz średnicy 3,6 m, natomiast na odcinku najniższym od hydrozespołów do zbiornika dolnego odpowiednio o długościach: 354 m i 390 m oraz średnicy 5,2 m, mające za zadanie przeniesienie wody z górnego do dolnego zbiornika i na odwrót, zaopatrzone są na końcach w zestawy zaworów kulowych. Biegną wykutymi w stoku góry Dlouhé stráně specjalnymi skalnymi tunelami w stalowym opancerzeniu o grubości (od 12 do 54) mm. Maksymalny spadek tunelu w stoku góry to 45°. Przy pełnej mocy przepływa nimi woda z prędkością około 68,5 m³/s.

### Komory sterowni
Elektrownia jest w pełni zautomatyzowana. Sterowana z centralnego punktu dystrybucji energii elektrycznej w Pradze i uruchamiana z punktu kierowniczego w elektrowni, obsługującego poszczególne jej elementy.
Komora sterowni tzw. kawerna położona jest pod ziemią, w skale i ma kształt prostopadłościanu o wymiarach: (87,15 × 25,5) m i wysokości 50 m z umieszczonymi w niej dwoma (największymi w Europie) 24 m odwróconymi hydrozespołami typu Francisa FR100 o łącznej mocy czynnej około 640 MW, dostarczonymi przez firmę ČKD Blansko. Turbina ma średnicę 4540 mm. Składa się z trzech zasadniczych części: wirnika (wieńca), 7 łopat turbiny oraz dyszy. Otwieranie i zamykanie spirali hydrozespołu Francisa odbywa się hydraulicznie, przy uzyskaniu prędkości maksymalnego przepływu strumienia wody 75,3 m³/s. Podczas cyklu odwrotnego, pompowania wody z dolnego do górnego zbiornika hydrozespoły uzyskują łączną moc około 624 MW przy uzyskaniu prędkości maksymalnego strumienia wody około 55 m³/s. Maksymalną wydajność zespół uzyskuje za około 100 s, podając nieprzerwanie energię elektryczną przez 6 godzin, przy jednoczesnym wyczerpaniu całego upustu wody z górnego zbiornika. Na przejście z trybu pompowania do trybu generowania energii elektrycznej zespołu potrzeba około 150 s, a do uruchomienia trybu pompowania około 400 s.
Na budowę wyposażenia tej części kawerny zużyto 691 t stali oraz 3600 m³ betonu. Dodatkowo przy suficie kawerny wbudowano dwa dźwigi-suwnice o udźwigu 250 t.
W drugiej kawernie również położonej pod ziemią o wymiarach: (117 × 13) m i wysokości 21,5 m umieszczono blokowe transformatory prądu trójfazowego o napięciu 22 kV i natężeniu 9329 A, które dostarczył zakład Škoda Pilzno. W razie pożaru zabezpieczone automatycznym układem gaśniczym na dwutlenek węgla. Z zespołu transformatorów płynie prąd linią o napięciu 400 kV do przekaźnika znajdującego się około 42 km na południowy zachód od elektrowni w miejscowości Krasíkov.

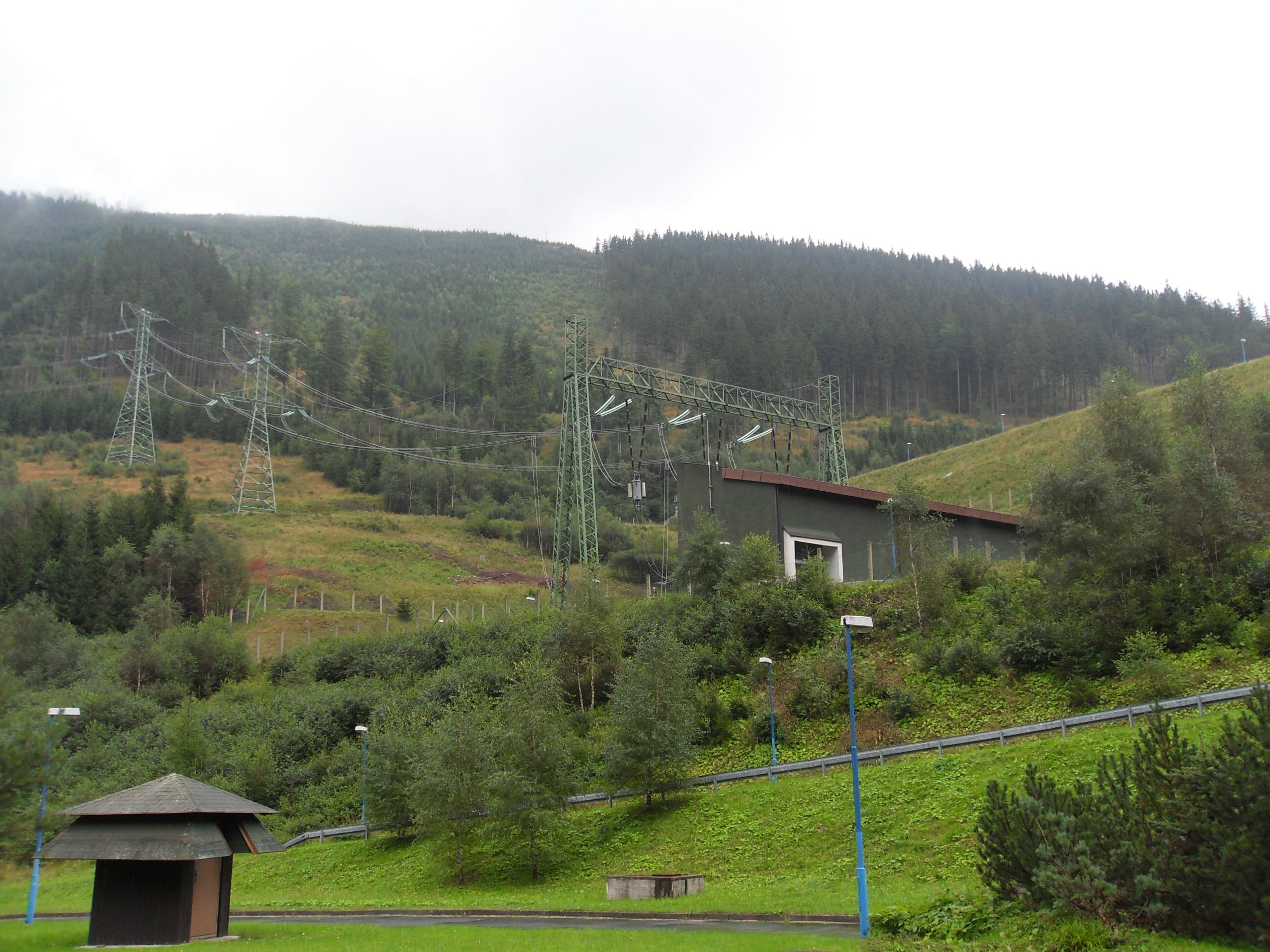
Widok na linie przesyłowe prądu z elektrowni (2010 rok)

Ponadto w podziemiu znajduje się cały system pomocniczy zaplecza technicznego oraz tuneli komunikacyjnych o powierzchni poprzecznej (12–50) m², wentylacji i drenażu kanałów o łącznej długości 5,5 km .

## Turystyka

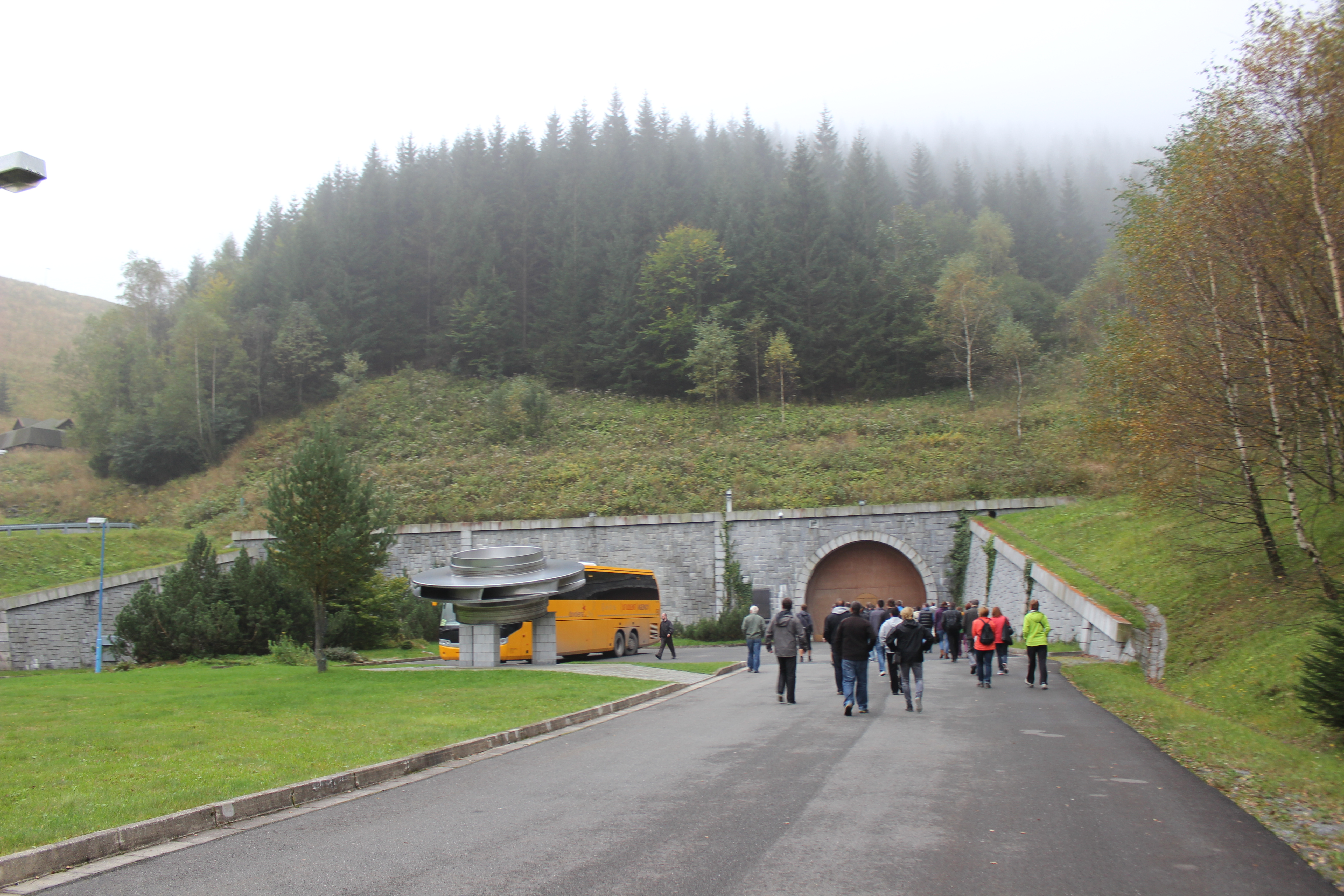
Widok na wrota wejściowe do tunelu komunikacyjnego elektrowni (2014 rok)

Chcąc zwiedzić elektrownię, która jest udostępniona dla turystów, należy się kierować od granicy polsko-czeskiej drogą krajową nr 44 w kierunku na Šumperk:
- Głuchołazy – Jesionik (czes. Jeseník) – Červenohorské sedlo – Kouty nad Desnou

Można ją zwiedzać w godzinach 8:00-15:00 w grupach zorganizowanych (nie mniej niż 15 osób i nie więcej niż 50) w towarzystwie przewodnika oprowadzającego grupę sprzed bramy elektrowni. Zwiedzanie trwa około 3 godzin (w tym: słowna prezentacja, projekcja zdjęć i filmu, oprowadzenie po tunelu do kawerny oraz dojście tunelem ze znajdującymi się tam schodami o 2400 stopniach do górnego zbiornika). Bilety wstępu są do nabycia w sklepie „Helia Sport” w pobliskiej miejscowości Loučná nad Desnou, blisko stacji kolejowej.
Istnieje możliwość dojazdu do elektrowni specjalnym autobusem wycieczkowym od centrum informacyjnego w Koutach nad Desnou lub zwiedzenie górnego zbiornika łączoną trasą biegnącą z Kout nad Desnou, koleją krzesełkową na stok Medvědí hora, skąd asfaltową ścieżką można pieszo dotrzeć do górnego zbiornika.

### Szlaki turystyczne
Do górnego zbiornika z Kout nad Desnou prowadzi również wytyczony szlak turystyczny na trasie:
 Kouty nad Desnou – góra Skály (2) – przełęcz U obrázku – Medvědí hora – Kamenec (1) – góra Mravenečník – szczyt Dlouhé stráně – górny zbiornik elektrowni szczytowo-pompowej Dlouhé Stráně – U Okenní štoly

### Szlaki rowerowe
Dolina rzeki Divoká Desná i podjazd na górę Dlouhé stráně jest popularny również wśród rowerzystów. Trasa przebiega bowiem drogą asfaltową koło obu zbiorników oraz zewnętrznych budynków i linii przesyłowych elektrowni. Początek koło mostu w Koutach nad Desnou szlakiem rowerowym na trasie:
 Kouty nad Desnou – dolina rzeki Divoká Desná – Pod Zámčiskem – góra Velká Jezerná – góra Dlouhé stráně – Pod horní nádřzí PVE
dalej ze skrzyżowania Pod horní nádřzí PVE do końca trasy, położonego na drodze blisko korony górnego zbiornika:
 (długość całej trasy: 14,1 km, różnica wysokości: 739 m, średnie nachylenie podjazdu: 5,2%)

## Informacje dodatkowe
- 14 marca 2018 Poczta Czeska wyemitowała znaczek z serii „Piękno naszej ojczyzny” o wartości 23 Kč projektu grafika Adolfa Absolona, na którym przedstawiono elektrownię szczytowo-pompową Dlouhé Stráně[28].